# Джузеппе Игнацио Корте
Карло Джузеппе Игнацио Мария Корте (итал. Giuseppe Ignazio Corte, 27 сентября 1710, Дольяни — 14 декабря 1794, Турин) — итальянский политический и государственный деятель, юрист, адвокат, великий канцлер Королевства Сардинии (1789—1793).
С 1733 года изучал право в университете Турина, позже стал академиком в том же университете. Король Сардинии Карл Эммануил III назначил его генеральным адвокатом Туринского университета, с годами он получал всё большее признание со стороны королевской семьи, в 1773 году занял должность первого государственного секретаря Виктора Амадея III. В 1789 году был повышен до звания «великого канцлера королевских штатов».